# Podología equina
Podología equina (de podos = pie) es la rama de la hipología que estudia el pie en sus aspectos anatómicos fisiológicos, biomecánicos y patológicos (M.V. Hugo Alberto Funtanillas, Buenos Aires, Argentina) y representa la base del cuidado del pie del caballo. 
La podología equina es un oficio que ha surgido desde que el Hombre ha comenzado a utilizar al caballo con diferentes fines. Estando el caballo en estado salvaje en condiciones ideales, la salud de sus pies y el crecimiento permanente de sus cascos era regulado por el mismo clima y terreno, pero, en la actualidad, es el hombre quien debe cuidar de los cascos en reemplazo de una naturaleza ideal casi inexistente. 
El pie del caballo, por su naturaleza, está en continuo contacto con el medio ambiente y por ello expuesto a injurias externas o resultantes de la propia aptitud; porque recibe las consecuencias de las desviaciones de los miembros y porque desde el punto de vista clínico, los problemas del pie son responsables de la mayoría de las claudicaciones (Yovich, J.).
El equino ha evolucionado a lo largo de 60 millones de años aproximadamente, pasando de ser un polidáctilo (Mesohippus, animal de tamaño similar al de un perro, poseedor de 4 dedos) a un monodáctilo (Pliohippus, animal más pequeño que el caballo actual, poseedor de 1 dedo). El caballo actual, descendiente directo del Pliohippus, cuenta con un solo dedo formado por 3 falanges, más los vestigios de sus 3 dedos anteriores ya involucionados.
El podólogo equino es la persona encargada de la salud del pie del caballo. En la antigüedad, fue el herrero quien era el encargado de proteger el pie del caballo mediante diferentes elementos, de los cuales el más conocido es la herradura de hierro, y de realizar diferentes trabajos de forja, como elementos para el uso diario y armas varias. Posteriormente, del cuidado de los cascos pasó a encargarse el herrador, quien solo utilizaba sus habilidades de forja para la fabricación y colocación de herraduras en el pie del caballo u otros équidos, como burros y mulas.
En la actualidad, el herrador, en muchas situaciones, dejó de ser solo herrador ya que, además, durante su trabajo diario, también recorta cascos sin colocar herraduras, o bien, coloca calzados de variados materiales modernos. La podología equina, en diferentes partes del planeta, se ha bifurcado de forma bien definida, habiéndose generado tres ramas importantes: 
- Podólogos herradores especializados en el recorte, la forja y clavado de la herradura.
- Podólogos solo recortadores de cascos.
- Podólogos que no ejercen la práctica pero trabajan en conjunto con alguien que maneja las herramientas.

A su vez, cada una de ellas ya cuenta con sus ramas secundarias, donde cada técnico ha generado su propia especialización complementaria, como terapeuta u ortopeda especialista en algo; atendiéndose así un importante abanico de patologías y anomalías del pie del caballo (Daniel Anz)

## Acontecimientos
La podología equina también ha derivado una rama hacia una disciplina deportiva que consiste en forjar diferentes tipos de herraduras, recortar cascos de caballos y herrarlos en un determinado tiempo medido por reloj, para luego ser juzgada por un grupo de jueces especialistas en el oficio. Si bien se realizan competencias a nivel nacional en diferentes países, el campeonato mundial de herradores se lleva a cabo, anualmente, en Calgary, Canadá.